# آنشو مالیک
آنشو مالیک (به انگلیسی: Anshu Malik،  زادهٔ ۵ اوت ۲۰۰۱) یک کشتی‌گیر آزادکار اهل هند است. وی سابقه حضور در المپیک ۲۰۲۰ توکیو و المپیک ۲۰۲۴ پاریس را دارد.
از افتخارات وی می‌توان به کسب مدال نقره مسابقات قهرمانی کشتی جهان ۲۰۲۱ اشاره کرد.